# Apozomus zhensis
Espèce
Synonymes
- Schizomus zhensis Chen & Song, 1996

Apozomus zhensis est une espèce de schizomides de la famille des Hubbardiidae.

## Distribution
Cette espèce est endémique du Zhejiang en Chine,. Elle se rencontre vers Hangzhou.

## Description
Le mâle holotype mesure 4,58 mm et la femelle paratype 4,25 mm.

## Publication originale
- Chen & Song, 1996 : A new species of the genus Schizomus (Arachnida: Schizomida) from China. Journal of the Hebei Normal University (Natural Science), vol. 20, p. 87-89.